# Undéc-1-ène
L'undéc-1-ène est un alcène de formule brute C11H22.